# Protracheoniscus nogaicus
Protracheoniscus nogaicus är en kräftdjursart som beskrevs av Demianowicz 1932. Protracheoniscus nogaicus ingår i släktet Protracheoniscus och familjen Trachelipodidae. Inga underarter finns listade i Catalogue of Life.